# 基希哈姆 (上奥地利州)
基希哈姆是奥地利上奥地利州格蒙登县的一个市镇。总面积28.4平方公里，总人口1905人，人口密度67.1人/平方公里（2005年）。